# Улица Сергея Эйзенштейна (Рига)
Улица Сергея Эйзенштейна (латыш. Sergeja Eizenšteina iela) — улица в Видземском предместье Риги, в Межциемсе. Пролегает в юго-восточном, южном и юго-западном направлении от стыка улицы Шмерля с улицами Малиенас и Друвиенас до улицы Бикерниеку, продолжаясь далее как улица Улброкас.

## История
Улица Сергея Эйзенштейна проложена при застройке жилого массива Межциемс во второй половине 1970-х годов по границе между жилыми кварталами и Бикерниекским лесом. В 1978 году названа именем кинорежиссёра Сергея Эйзенштейна, уроженца Риги. Название улицы никогда не изменялось, однако в июне 2022 года Центр государственного языка Латвии одобрил предложение о переименовании некоторых улиц Риги, которые получили названия в честь советских и российских деятелей культуры и учёных, включая и улицу Сергея Эйзенштейна. Соответствующее предложение было подано в Рижскую думу.

## Транспорт
Общая длина улицы Сергея Эйзенштейна составляет 1876 метров, что делает её самой длинной улицей в Межциемсе. На всём протяжении покрыта асфальтом, средняя ширина проезжей части 16 м. Движение по улице двустороннее, по 2 полосы в каждом направлении.
По улице проходят маршруты автобуса № 15 и троллейбуса № 35, имеется одноимённая остановка. При этом контактная сеть троллейбуса не проложена, троллейбусы следуют на автономном ходу.

## Примечательные объекты
- Дом № 8 — Рижский мотормузей (1986—1988, архитекторы В. Валгумс и А. Бриедис).
- Дом № 16 — комплексная спортивная база «Бикерниеки» (1966)[7] с гоночной автотрассой.

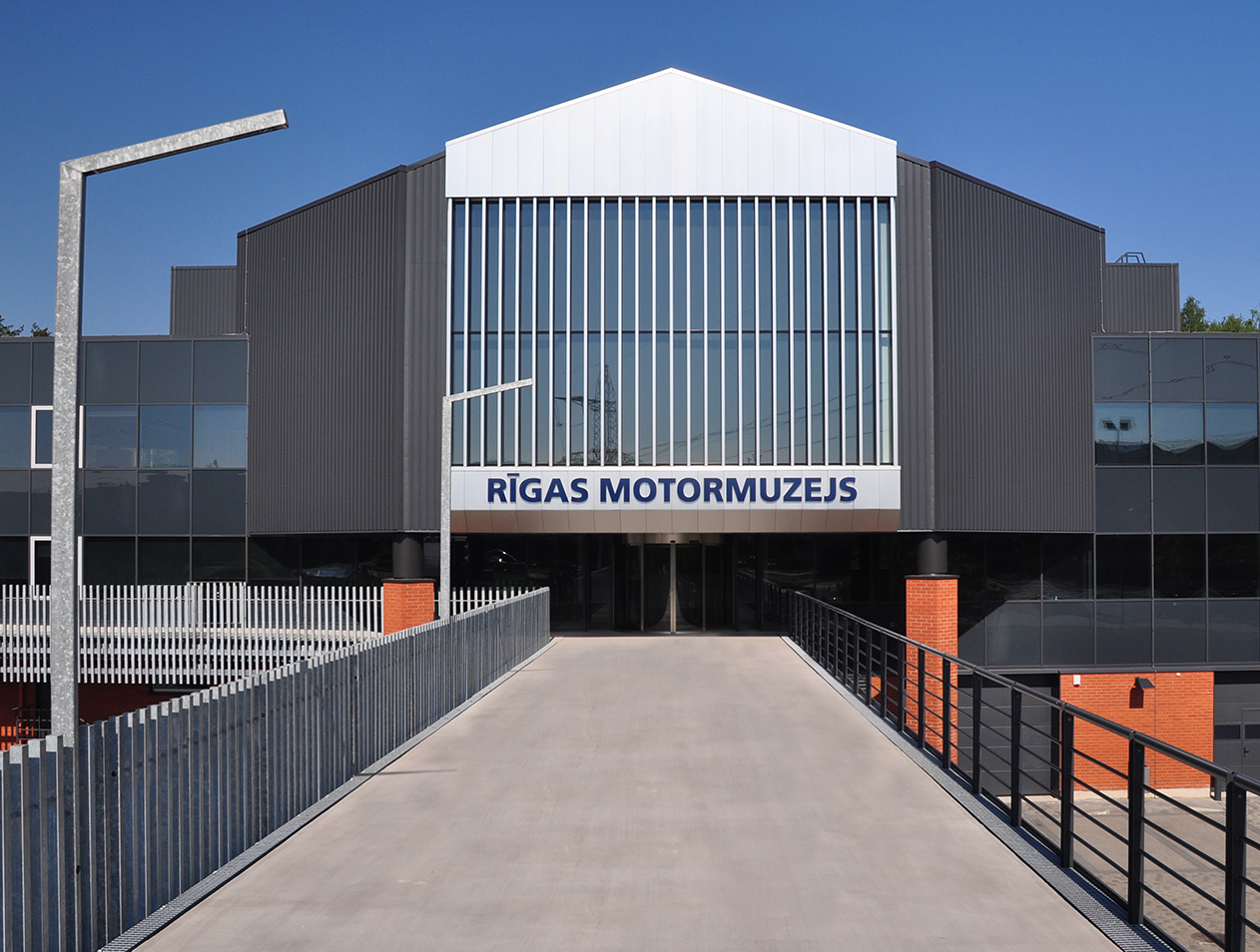
Рижский мотормузей
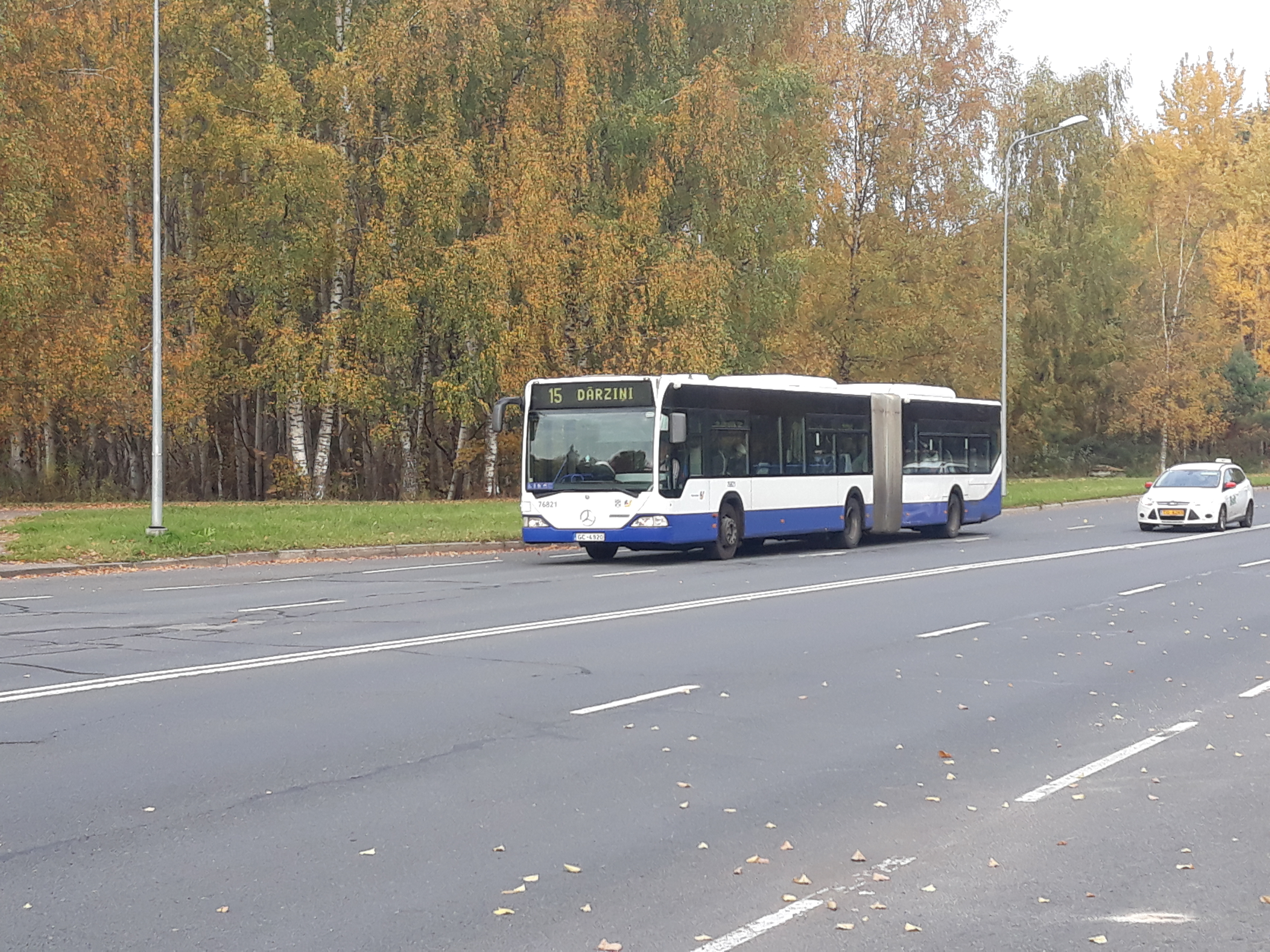
Вид на Бикерниекский лес
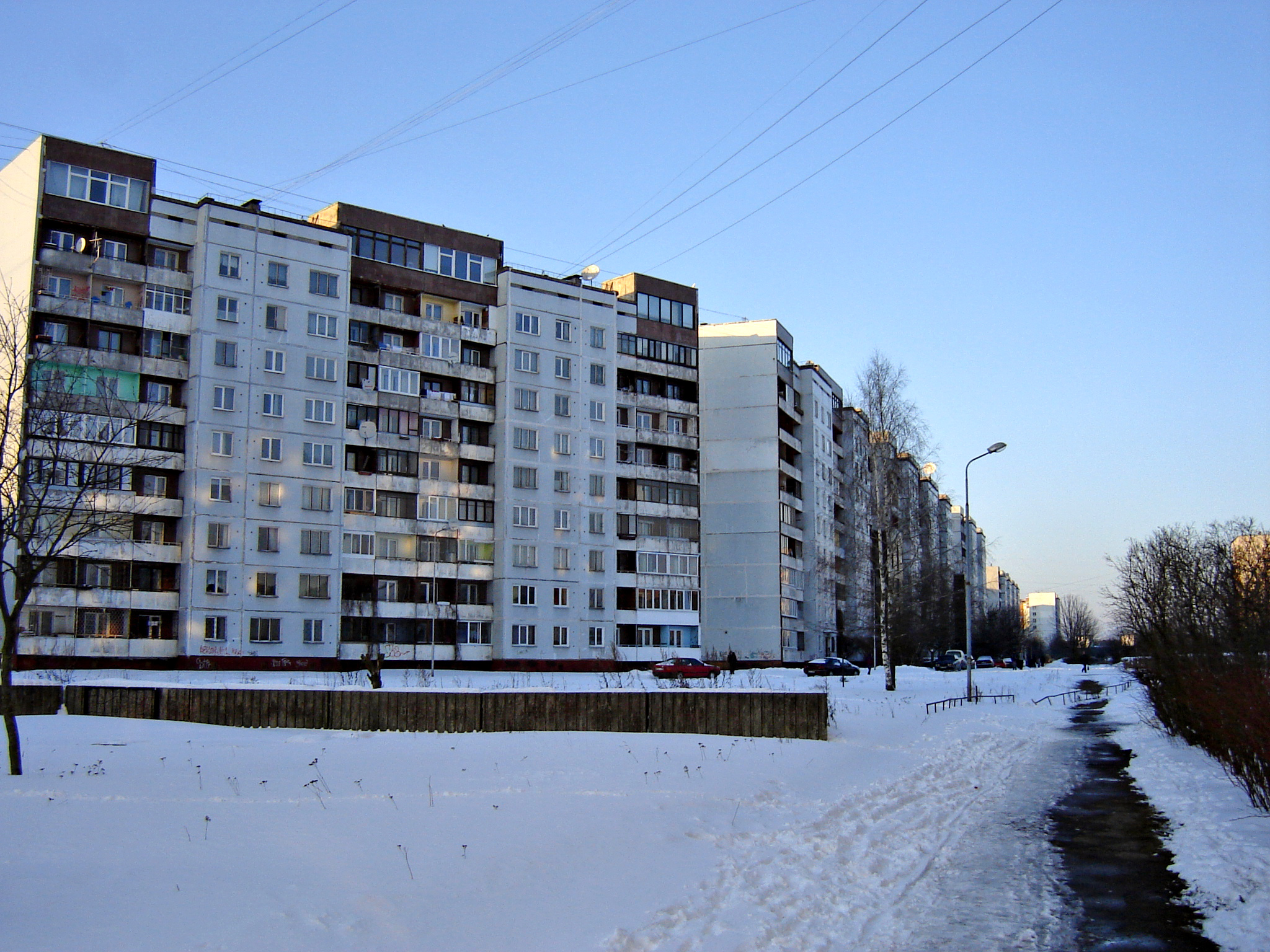
Типовая застройка (серия 602)
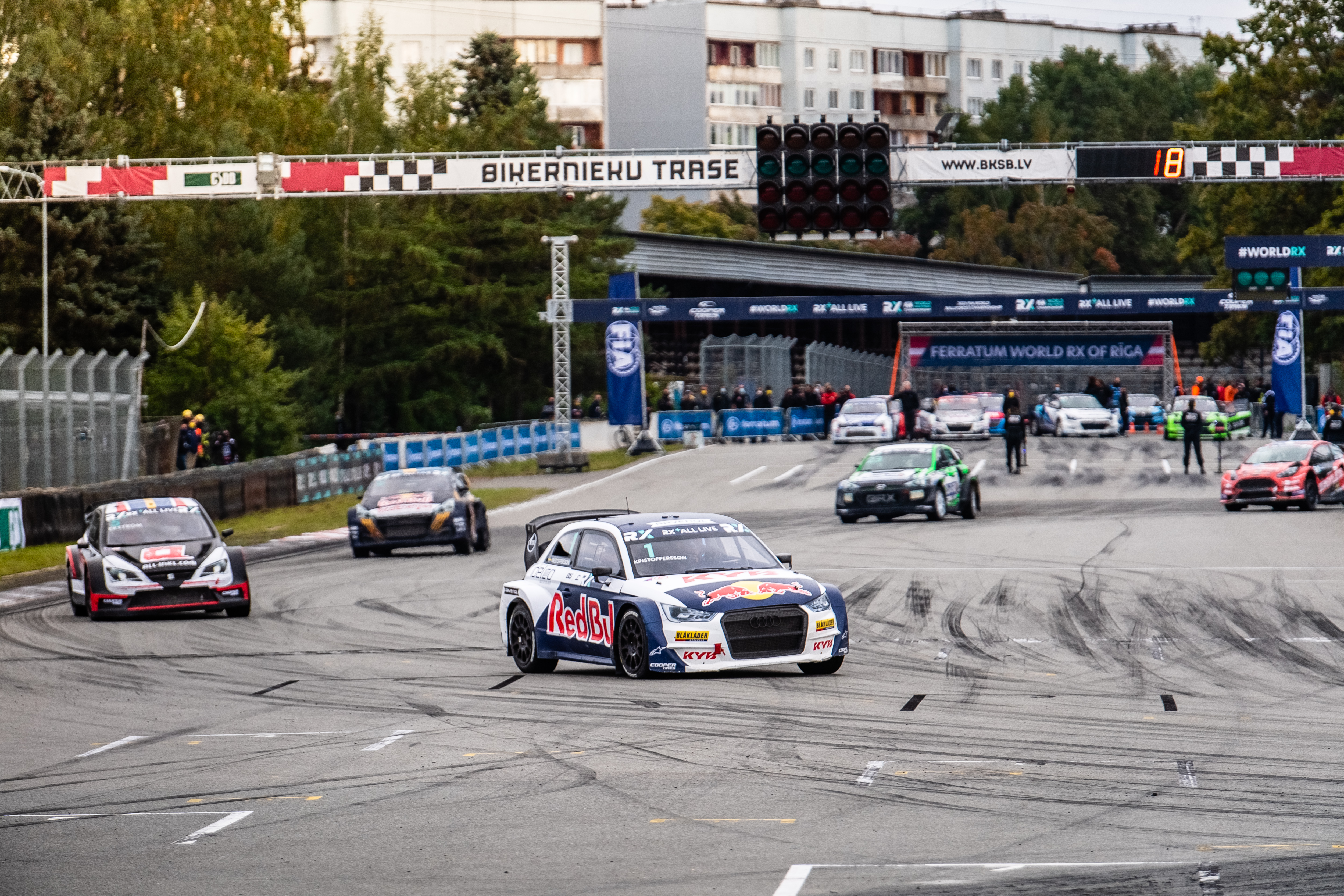
Автогонки на трассе «Бикерниеки», на фоне домов по ул. С. Эйзенштейна.

## Прилегающие улицы
Улица Сергея Эйзенштейна пересекается со следующими улицами:
- улица Шмерля
- улица Малиенас
- улица Друвиенас
- улица Межциема
- улица Гайльэзера
- улица Бикерниеку